# Estación de Tamel
La Estación Ferroviaria de Tamel, igualmente conocida como Estación de Tamel, es una plataforma de la Línea del Miño, que sirve a la freguesia de Aborim, en Portugal.

## Características
Se encuentra en la localidad de Aborim, con acceso por la Calle de São Martinho.
En 2010, presentaba 2 vías de circulación, ambas con 270 metros de circulación, y dos plataformas, con 189 m de longitud y 4 dm de altura.
En marzo de 2011, esta plataforma era utilizada por servicios Regionales e Interregionales de la operadora Comboios de Portugal.